# Dalovice (kraj środkowoczeski)
Dalovice – wieś i gmina w Czechach, w powiecie Mladá Boleslav, w kraju środkowoczeskim. Według danych z dnia 1 stycznia 2013 liczyła 183 mieszkańców.